# Hell (sång)
"Hell" är en låt av den kanadensiska popduon Tegan and Sara, utgiven som den första singeln från deras sjätte album Sainthood den 2 oktober 2009. Den skrevs av Tegan, Sara och Hunter Burgan medan produktionen sköttes av Chris Walla och Howard Redekopp. "Hell" är en poprocklåt som bygger på powerackord och inspirerades av Tegans grannskap i Vancouver. Musikvideon regisserades av Jamie Travis.
Låten nådde plats 56 på Kanadas singellista Canadian Hot 100. Tegan and Sara framförde låten på The Tonight Show with Conan O'Brien den 2 november 2009.

## Bakgrund

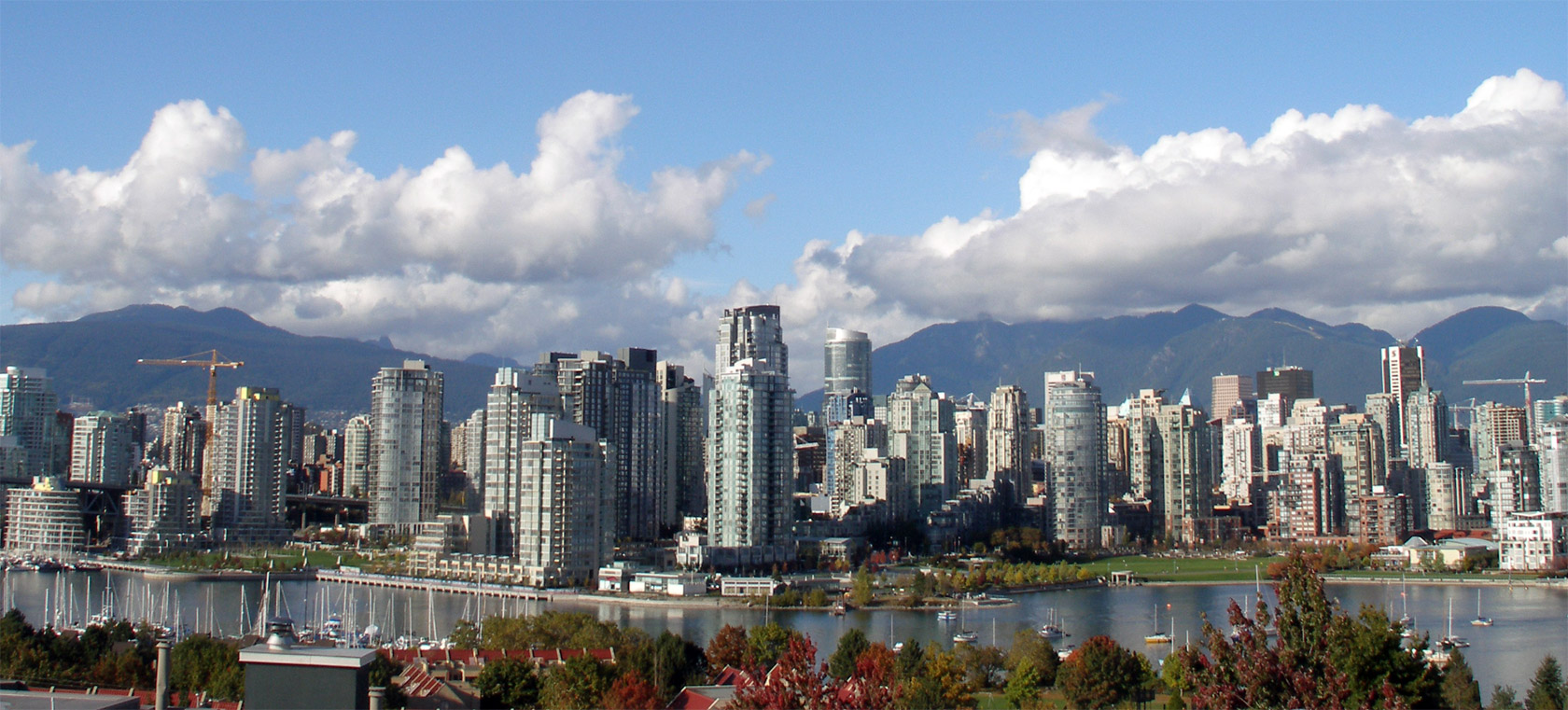
Tegan skrev "Hell" om sitt grannskap i Vancouver.

Under sin amerikanska höstturné 2008 fram till början av våren 2009 skrev Tegan and Sara material till sitt sjätte studioalbum, Sainthood. Förutom att duon för första gången gjorde ett försök att sitta ner och skriva låtar tillsammans hade Tegan även börjat skriva musik tillsammans med Hunter Burgan från punkbandet AFI, som hade spelat bas på hennes låtar på The Con. Hon förklarade att "Den största skillnaden när jag skriver med Hunter är att jag inte är lika känslosam med musiken och mer öppen till förslag". Tre av låtarna de skrev för Sainthood kom med på den slutliga låtlistan; "Don't Rush", "Hell" och "The Cure". Förutom Burgan anger albumkonvolutet till Sainthood, liksom alla tidigare album, båda systrarna som upphovsmän. Dock har både BBC Music och SF Weekly konstaterat att "Paperback Head" är den enda låten på Sainthood skriven av både Tegan och Sara.
Tegan fick inspirationen till texten från en tidningsartikel i vilken hennes grannskap i Vancouver kallades för "ett helvete". Hon har sagt att "Jag skrev de här två låtarna [Hell och The Cure] om mitt grannskap, men de är egentligen bara metaforer för kärlek".

## Produktion
Liksom The Con producerades Sainthood av Chris Walla från Death Cab for Cutie, den här gången tillsammans med Howard Redekopp, medproducent på duons fjärde album So Jealous. Inspelningen påbörjades i maj 2009 vid den anrika Los Angeles-studion Sound City, där bandet tillbringade tre veckor. Walla bestämde sig för ett nytt tillvägagångssätt som innebar att spela in låtarna live som ett fullbordat band istället för att förlita sig på pålägg. Han förklarade, "[...] Om du har tid och möjlighet att ställa in och klippa något live som har en väldigt naturlig grund i sig, skulle det verka galet att inte testa det".
| Producenten Chris Walla och trummisen Jason McGerr. |  | Producenten Chris Walla och trummisen Jason McGerr. |
| Producenten Chris Walla och trummisen Jason McGerr. |  |                                                     |

De fem musikerna – Tegan, Sara, gitarristen Ted Gowans, trummisen Jason McGerr (också från Death Cab for Cutie) och Chris Walla på bas – stod i samma rum och repade in låten 30-40 gånger innan den spelades in digitalt med Apple Logic. Keyboards, kopplade genom en mängd olika effektpedaler, spelades av både Tegan, Sara, Gowans och Walla. Tegan och Sara var till en början nervösa inför samspelet, Sara mindes: "Jag var livrädd för att spela låtarna live för att, ärligt talat, visste jag inte om jag kunde göra det". Tegan beskrev inspelningsprocessen som smidig men intensiv; tagningar gjordes så ofta att de fick återanvända de befintliga banden efter drygt en vecka. Med ett par dagars mellanrum reste de sedan vidare till McGerrs studio Two Sticks Audio i Seattle, där de tillbringade ungefär fyra veckor för att spela in sång och göra pålägg. Låten mixades av Dave Sardy medan mastering gjordes av Stephen Marcussen.

## Musikvideo
Videon till "Hell" regisserades av Jamie Travis, som tidigare även hade ansvarat för videon till "Back in Your Head". Tegan menade att eftersom "Hell" var en av de mer rättframma låtar hon skrivit så ville hon inte att videon skulle vara logisk över huvud taget; "Vi ville definitivt inte göra en traditionell rockvideo". Tidskriften Rolling Stone beskrev videon som "väldigt stilfull och tämligen förvirrande". "Vi hade pratat om att projektera en bild av dig själv som inte nödvändigtvis stämde, eller utsmycka delar av dig själv för att attrahera någon som kanske letar efter något annat än ditt sanna jag", har Sara förklarat.

## Mottagande
I en recension av Sainthood skrev Mariana Gudino på PopMatters att "'Hell', den första singeln, visar upp albumets dynamik genom tunga powerackord och några ganska mörka inspirationer". Jason Lipshutz på Billboard kommenterade att "med dess guppiga basgång och upplyftande refräng kan låten vara nyckeln till att få parets fanbase att växa". Nolan Feeney på North by Northwestern menade att låten kombinerar "eggen av Paramore med bandets betagande tolkning av kärlek och hjärtesorg". Amrit Singh på Stereogum kallade den för "catchig".

## Medverkande
- Tegan Quin – sång, gitarr, keyboard
- Sara Quin – sång, gitarr, keyboard, slagverk
- Andy Brohard – tekniker
- EE Storey – grafisk formgivning
- Adam Fuller – tekniker
- Alec Gomez – tekniker
- Ted Gowans – gitarr, keyboard
- Pamela Littky – fotografi
- Jackson Long – tekniker
- Stephen Marcussen – mastering
- Andrew Maury – tekniker
- Jason McGerr – trummor
- Howard Redekopp – producent
- Dave Sardy – ljudmix
- Chris Walla – bas, keyboard, gitarr, slagverk, producent

Medverkande är hämtade ur albumkonvolutet till Sainthood.

## Listplaceringar
| Lista (2009)              | Högsta position |
| ------------------------- | --------------- |
| Kanada (Canadian Hot 100) | 56              |
| Kanada (Rock/Alternative) | 2               |